# 이이 나오마사
이이 나오마사(일본어: 井伊 直政, 1561년 3월 4일 - 1602년 3월 24일)는 아즈치모모야마 시대의 무장·다이묘이다. 도쿠가와 이에야스(徳川家康)의 천하 통일을 도운 1등 공신이다.
와신상담 끝에 1575년 이에야스와 운명의 만남을 가졌다. 이후 특수부대인 이이 아카조나에(井伊赤備)를 조직하고 고마키·나가쿠테 전투 등의 여러 전쟁에서 도쿠가와 군의 주력으로 활약하였다. 1590년 이에야스의 에도 입성에 동참하였다. 1600년 세키가하라 전투에서 입은 부상의 후유증으로 1602년 세상을 떠났다. 그의 후손들은 히코네번의 번주로, 후다이 다이묘의 최고봉으로 막부 정치에서 다이로 등의 역할로서 상당한 영향력을 행사하였다.

## 같이 보기
- 도쿠가와 사천왕
- 슈도
- 히코냥